# Alex Kapp Horner
Alex Kapp Horner est une actrice américaine, née le 5 décembre 1969.

## Biographie
Alex Kapp Horner est mariée depuis 1985 avec Christian Horner et a deux filles : Jane née en 2000 et Ava née en 2002.

## Filmographie
- 1994 : Belle de nuit (Deconstructing Sarah) (TV) : Réceptionniste
- 1995 : A Mother's Prayer (TV) : Martha la Babysitteur
- 1996 : Professional Affair : Janine
- 1998 : Maggie Winters (Maggie Winters) (série TV) : Lisa Harte
- 2003 : These Guys (TV) : Marisa
- 2005 : Lucky 13 : Woman Home Buyer
- 2014-présent : C'est pas moi (I Didn't Do It) (série TV) : Nora Watson